# 邱德洋
邱德洋（1979年10月29日—）台灣演員。畢業於美國聖荷西州立大學，主修戲劇，擅於武術(形意拳、跆拳)。

## 演藝作品

### 電視劇演出
| 年度   | 首播電視台               | 劇名                                   | 飾演             |
| ------ | ------------------------ | -------------------------------------- | ---------------- |
| 2025年 | 大愛電視台               | 《假日到山裏來看你》                   | 徐振家           |
| 2023年 | 愛奇藝、八大戲劇台       | 《不良執念清除師》                     | 李正傑           |
| 2022年 | Bilibili、東森戲劇台     | 《About Youth 默默的我，不默默的我們》 | 葉爸             |
| 2022年 | 公視、MyVideo、台視      | 《茁劇場－滴水的推理書屋》             | 志鴻律師         |
| 2021年 | 公視                     | 《茶金》                               | 陳專員（陳立夫） |
| 2021年 | 八大戲劇台、衛視中文台   | 《她們創業的那些鳥事》                 | 喬瑟夫           |
| 2020年 | 大愛電視台               | 《伊如陽光》                           | ED               |
| 2019年 | 客家電視台               | 《烏陰天的好日子》                     | 楊軒             |
| 2018年 | 客家電視台               | 《台北歌手》                           | 呂泉生           |
| 2018年 | 台視                     | 《情·份》                              | 周天宏           |
| 2018年 | 民視                     | 《薛丁格的貓》                         | 吳清祥           |
| 2017年 | 公視                     | 《魔幻對決》                           | 吳清祥           |
| 2017年 | 大愛                     | 《車站人生》                           | 陳逸傑           |
| 2017年 | 公視                     | 《野模》                               | 寶弟             |
| 2017年 | 公視                     | 《一瞬之光》                           | 林醫生           |
| 2016年 | 中視                     | 《聶小倩》                             | 劉勁霖（客串）   |
| 2015年 | 客家電視台               | 《出境事務所》                         | 麥文孝           |
| 2015年 | 台視                     | 《新世界》                             | 趙紀綱           |
| 2015年 | 中視                     | 《鑑識英雄》                           | 溫文凱           |
| 2014年 | 公視                     | 《家事提案》                           |                  |
| 2014年 | 客家電視台               | 《在河左岸》                           | 年紀遠           |
| 2013年 | 民視                     | 《廉政英雄》                           | 吳嘉佑           |
| 2013年 | 中天綜合台               | 《PMAM》                               |                  |
| 2013年 | 三立都會台、東森綜合台   | 《美味的想念》                         |                  |
| 2012年 | 八大綜合台               | 《終極一班2》                          | 陳正義           |
| 2012年 | 三立台灣台               | 《阿爸的願望》                         | 陳天來           |
| 2012年 | 公視                     | 《結婚，不結婚》                       | 小翔             |
| 2011年 | 中視、深圳衛視、安徽衛視 | 《愛啊哎呀，我願意》                   | ANDY             |
| 2011年 | 客家電視台               | 《醬園生》                             | 李仲欽           |
| 2009年 | 華視                     | 《魔女18號》                           | 張小明           |

### 電影演出
| 上映年份 | 名稱                       |
| -------- | -------------------------- |
| 2012年   | 《愛 LOVE》 飾 陸平司機    |
| 2012年   | 《寶島大爆走》 飾 檳榔幫眾 |

### 廣告演出
- 2013 男人幫【服飾網路平面】
- 2011 TP-Checker 【無線胎壓監測系統 TPMS 】
- 2011 東邪西毒Online【惡女當道篇】【散步篇】
- 2010 7-11【哆啦A夢 蕭亞軒篇】
- 2009 優沛雷益菌多【艷色之舞篇】
- 2009 麥當勞【夜半觀球篇】、【歡樂送篇】
- 2008 7-11【迪士尼公仔篇】

## 外部連結
- 邱德洋 David Chiu的Facebook專頁